# تكرير

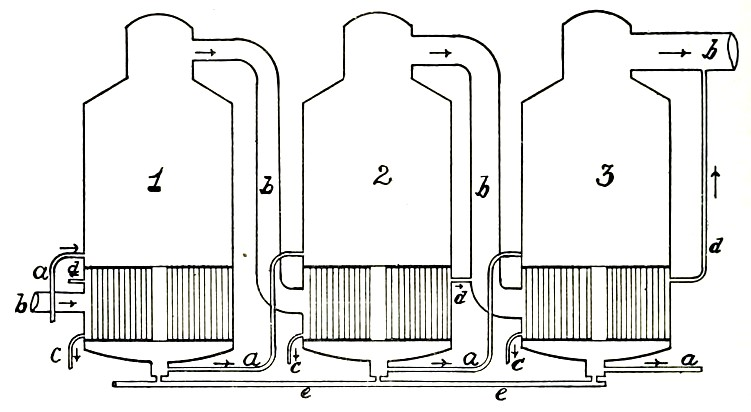

التكرير  هو عملية كيميائية تجرى بهدف تنقية المواد، بحيث يتم معالجتها لتحويلها من شكلها الخام كما توجد في الطبيعة إلى شكل آخر إما لإزالة الشوائب كما هو الحال في تكرير السكر أو تكرير المياه أو تنقية الفلزات مثلاً، أو للتخفيف من تعقيد المزيج للحصول على أشكال أخرى أكثر نفعاً كما هو الحال في تكرير النفط.
عادة ما تتم عمليات التكرير بإجراء معالجة حرارية للمواد الخام.